# 萨克森大街 (巴黎)

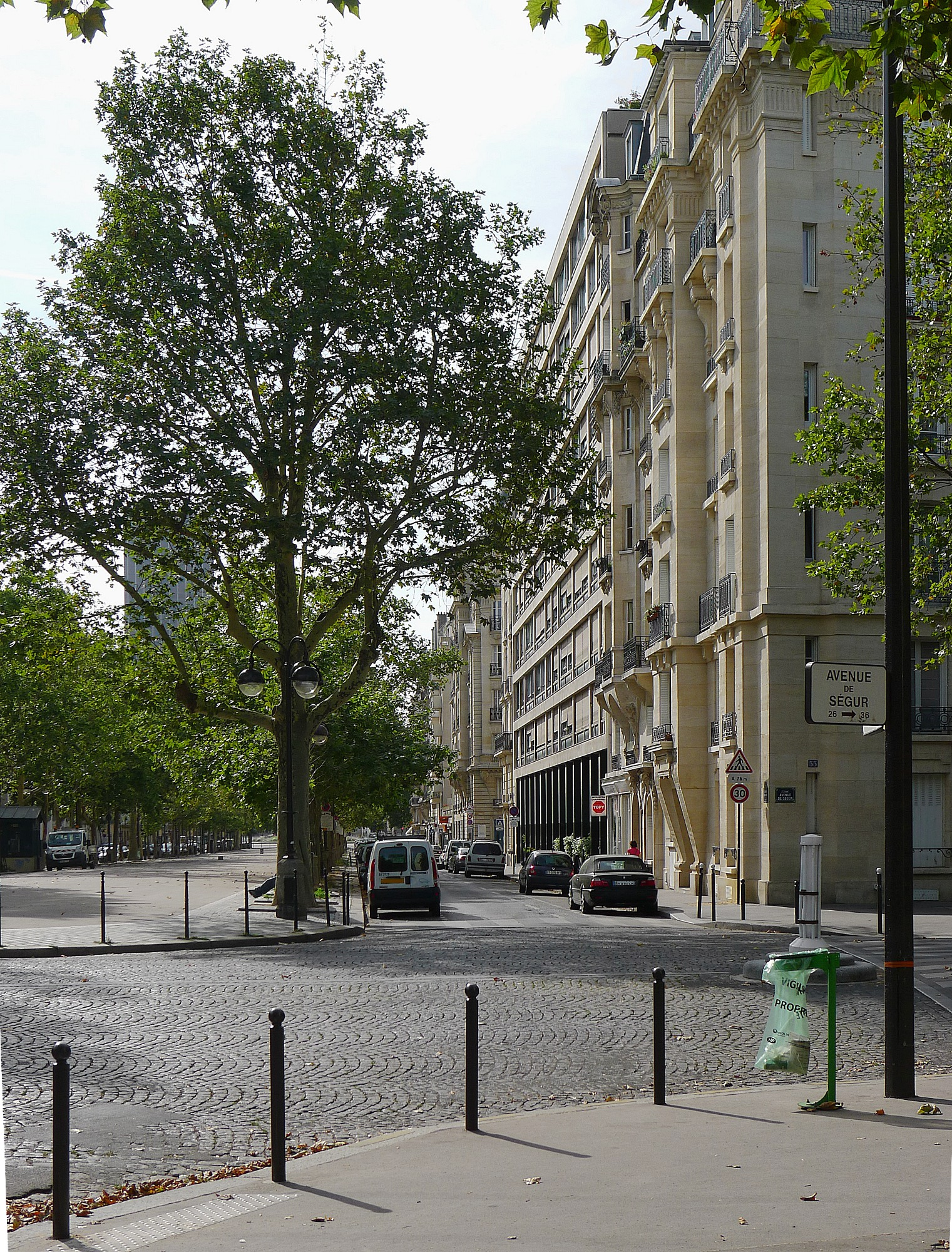

萨克森大街（Avenue de Saxe）是法国巴黎的一条街道，西北-东南走向，位于巴黎第七区和巴黎十五区。它始于丰特努瓦广场，中间与塞居尔大街、布勒特伊大街（布勒特伊广场）交叉，东南端止于塞夫勒路（place Simone-Michel-Lévy）。

## 名称

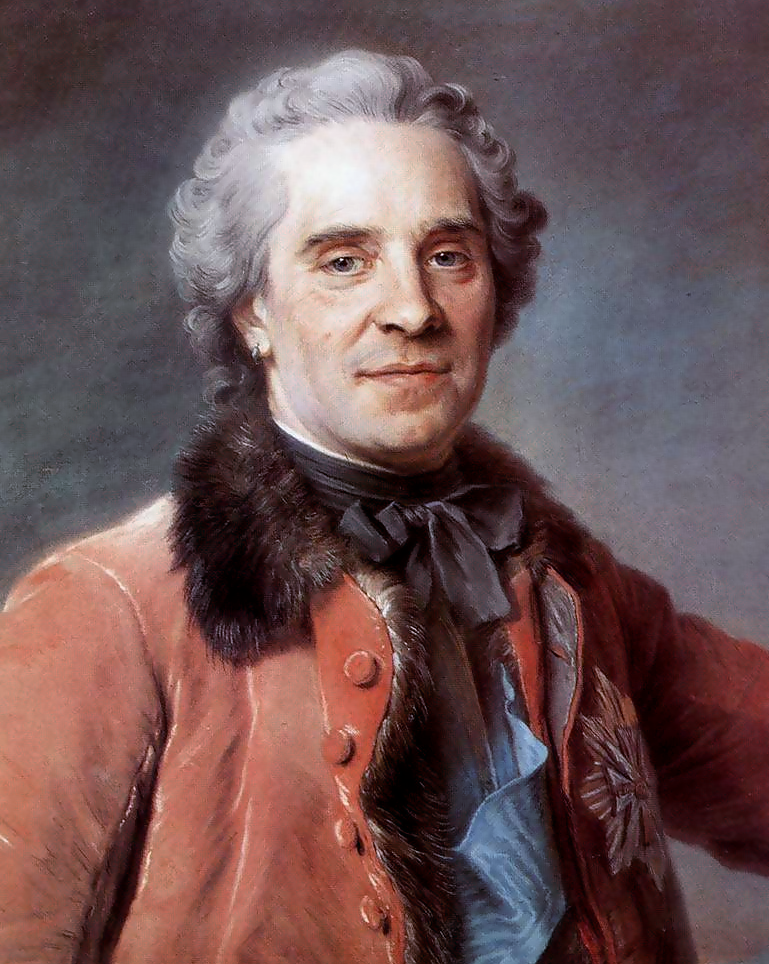
萨克森伯爵像，莫里斯·康坦·德·拉图尔绘

萨克森大街得名于法国元帅赫尔曼-莫里斯 (萨克森伯爵)。

## 历史
萨克森大街最早开辟于1780年。

## 建筑
- 2号：联合国教科文组织
- 21号：乌克兰大使馆
- 52号：費迪南·福煦1918年11月住所
- 55号:

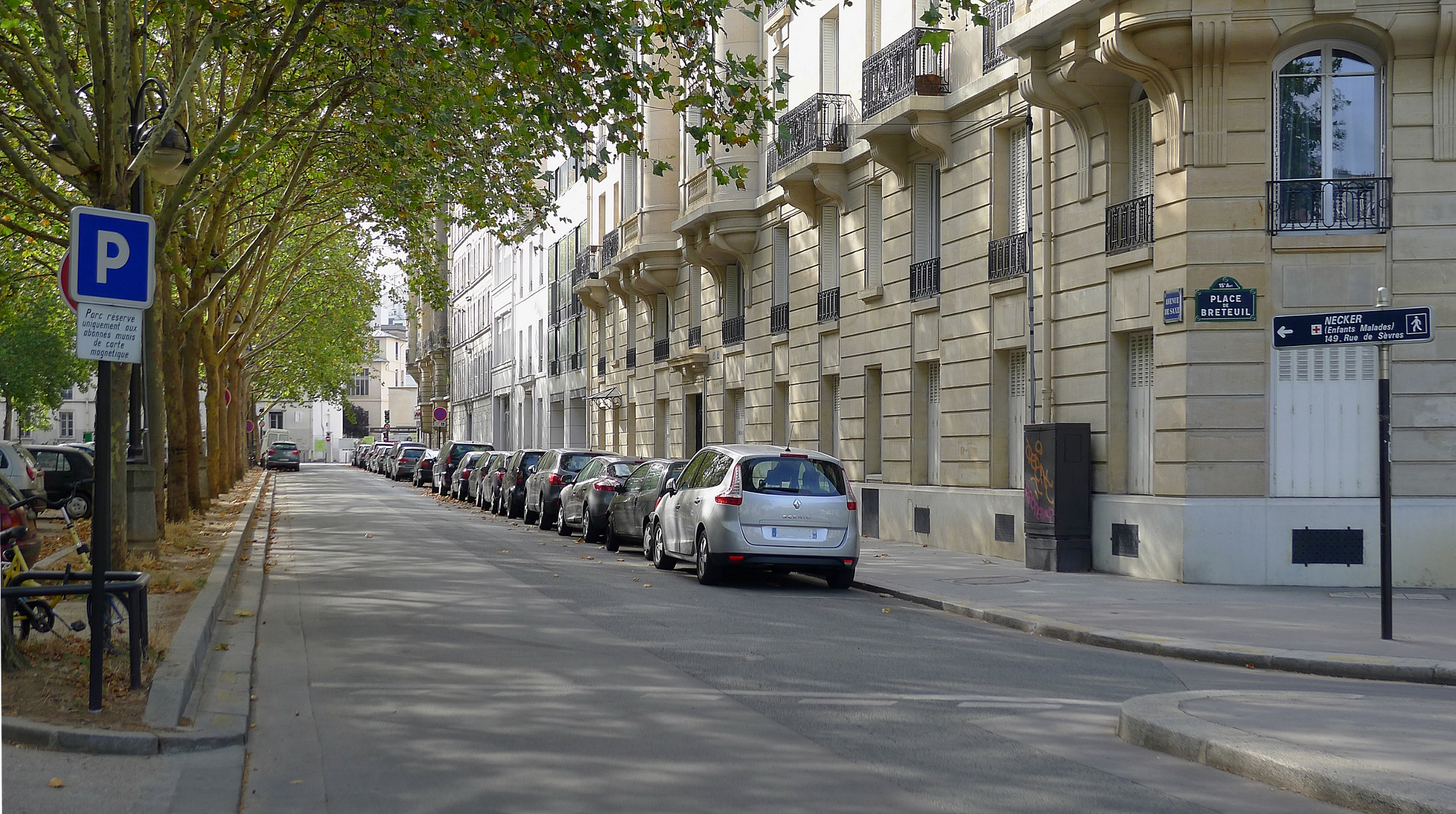
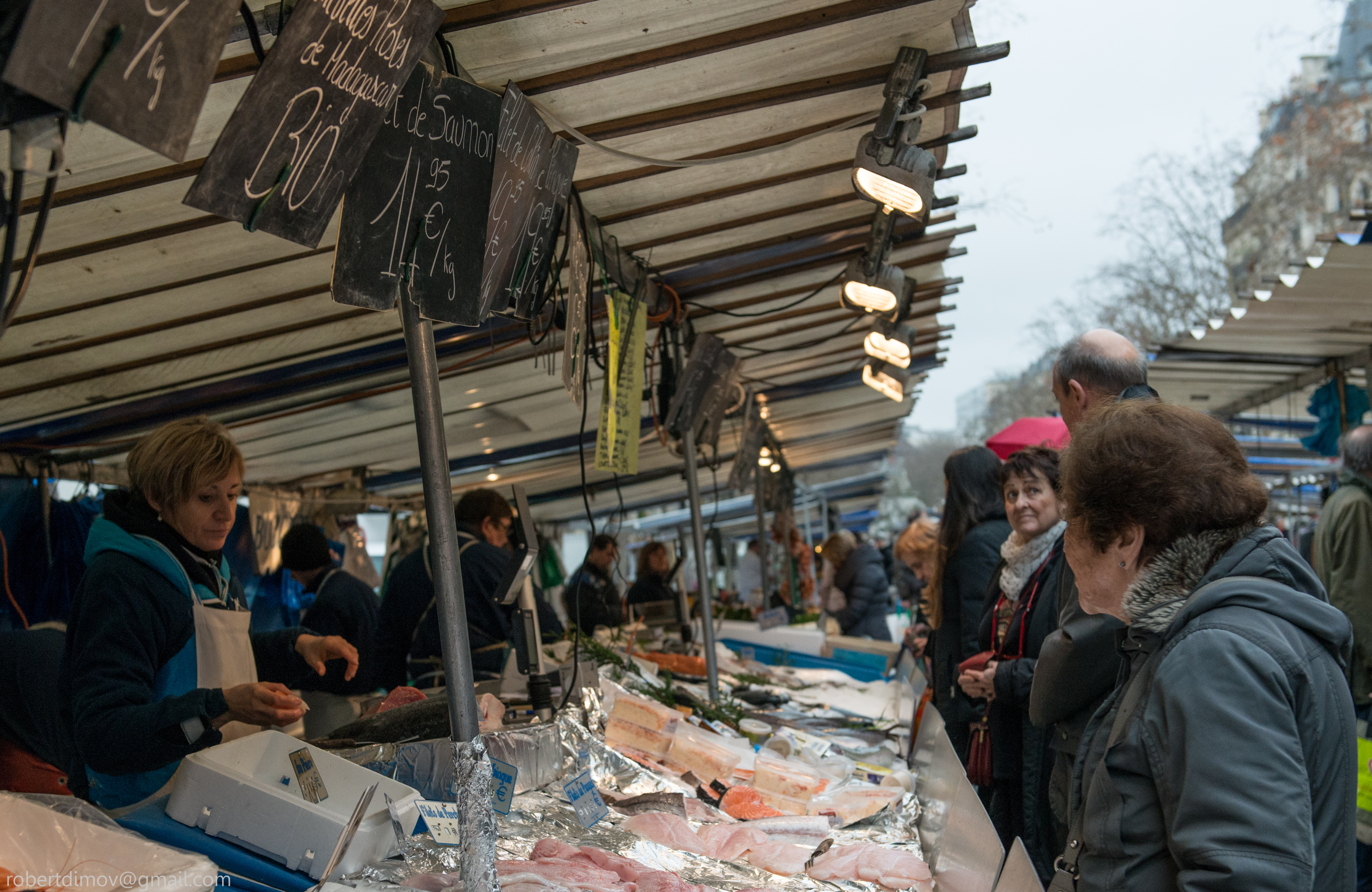
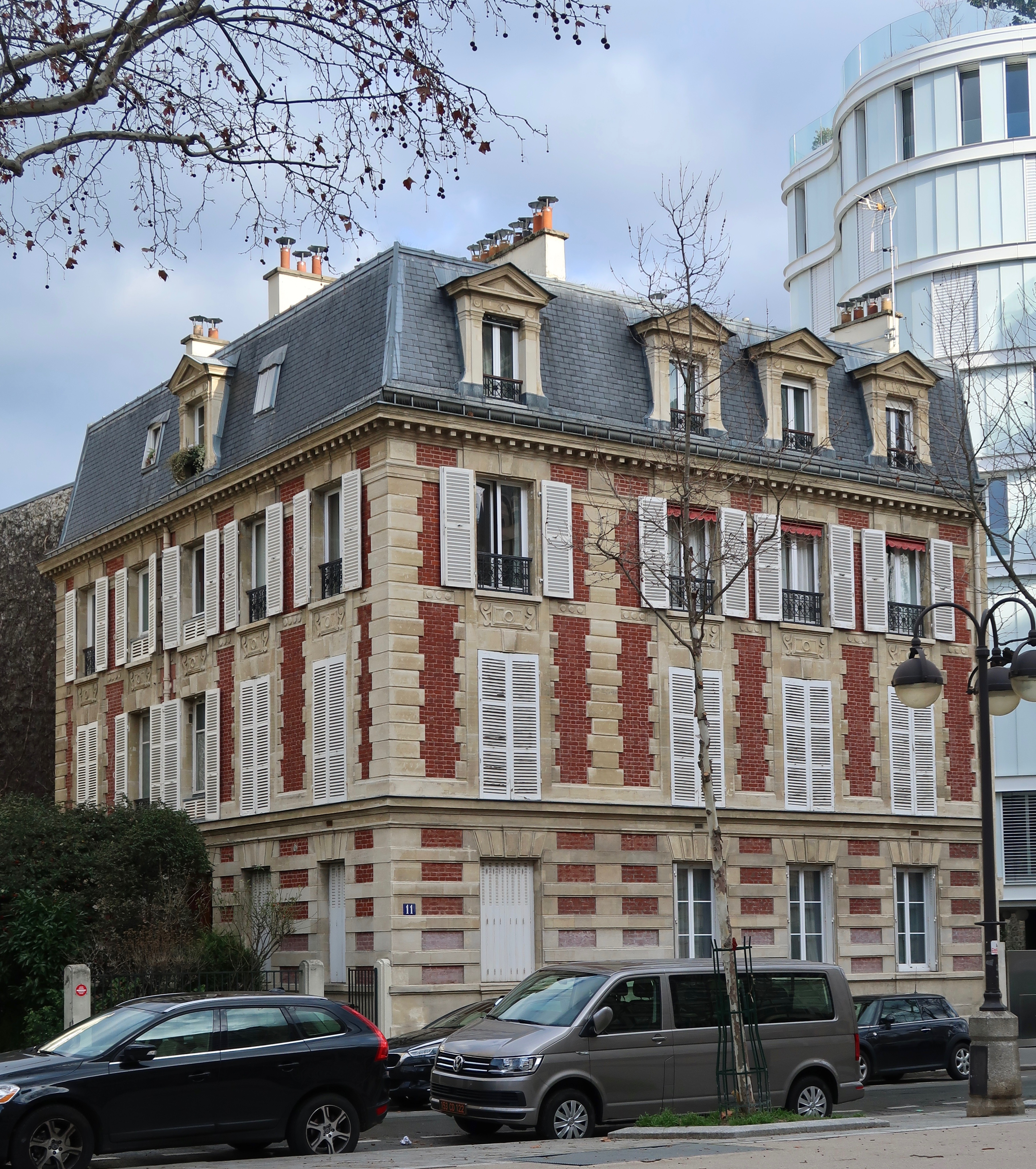
11号
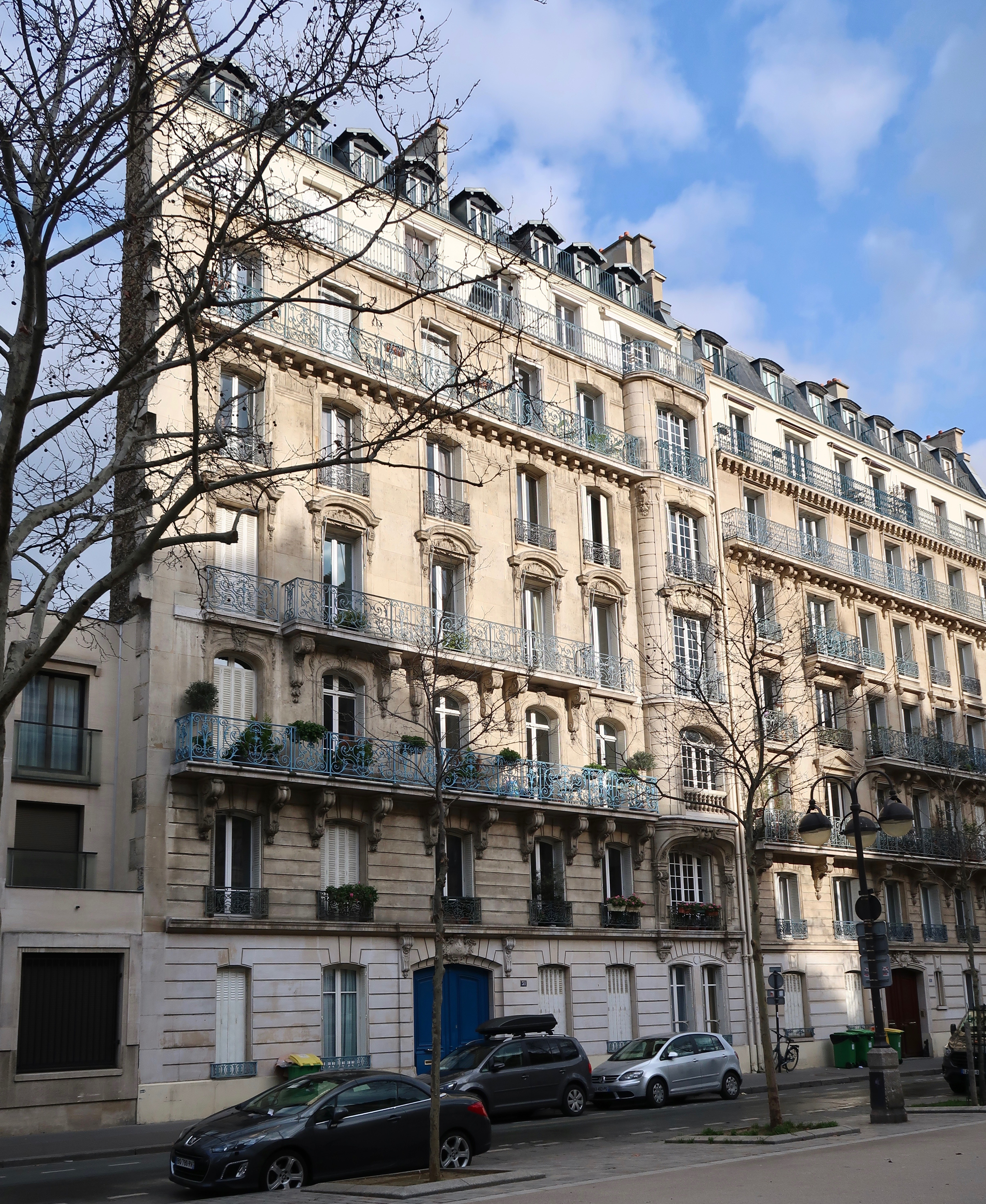
31号
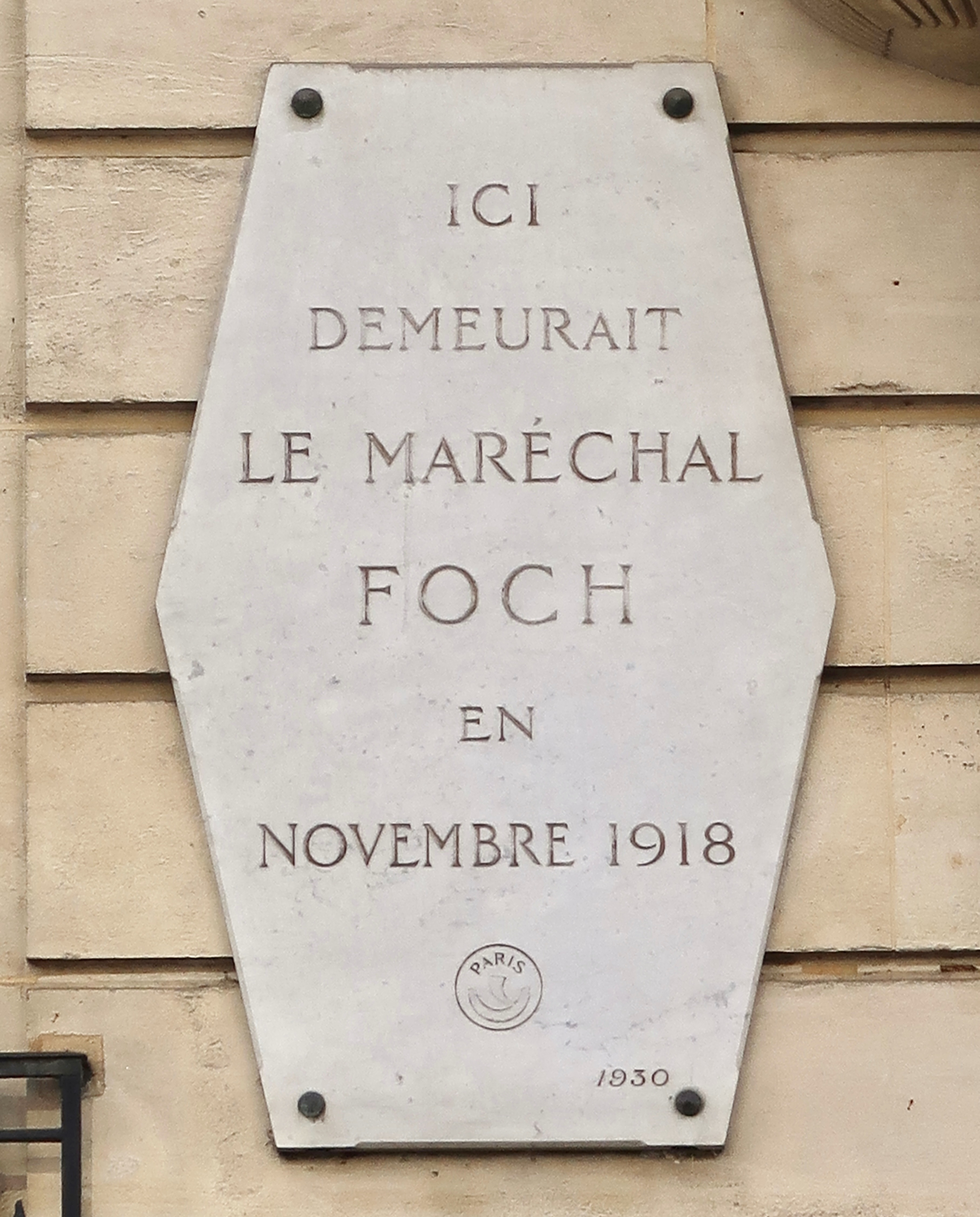
52号
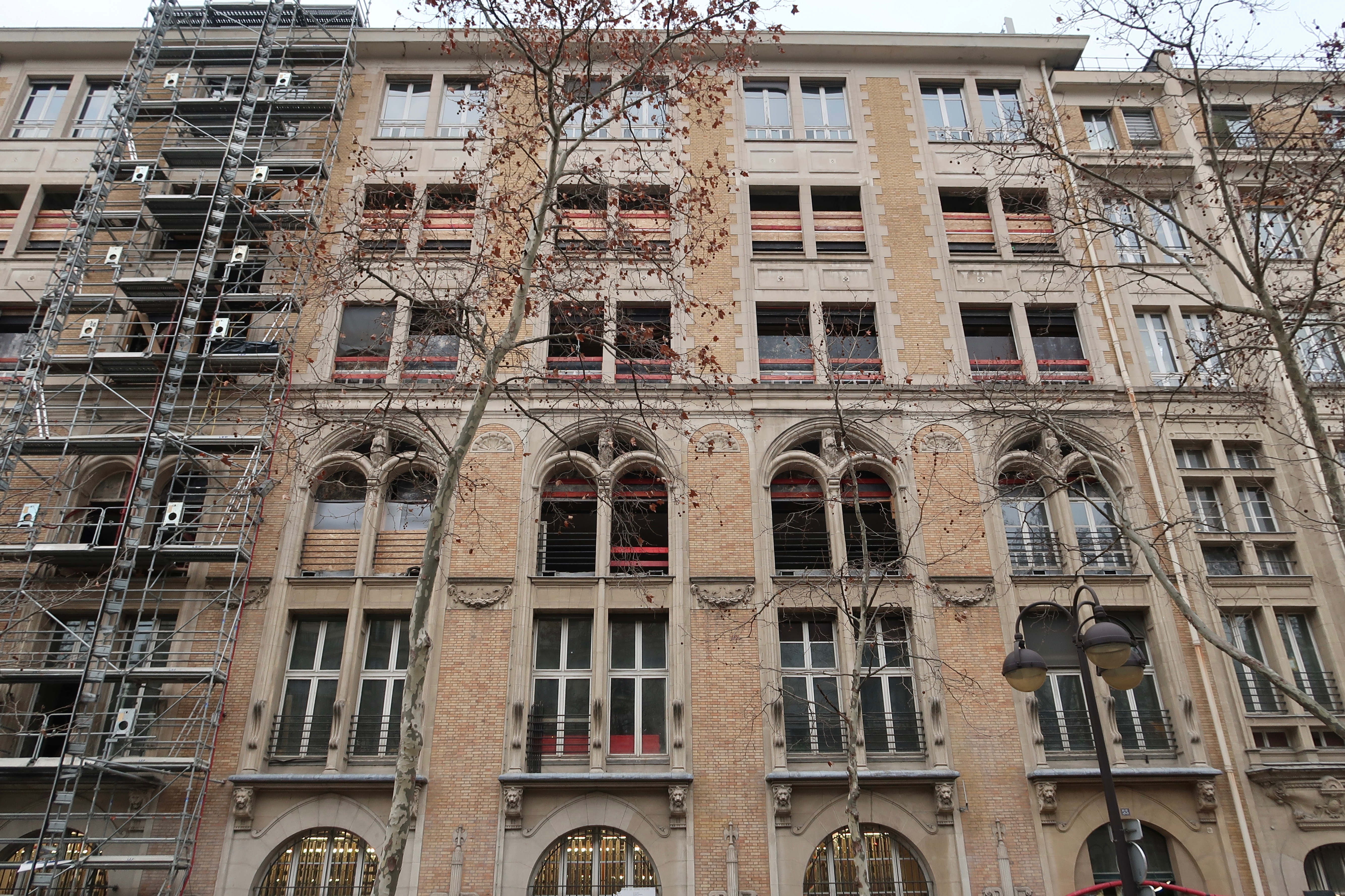
55号
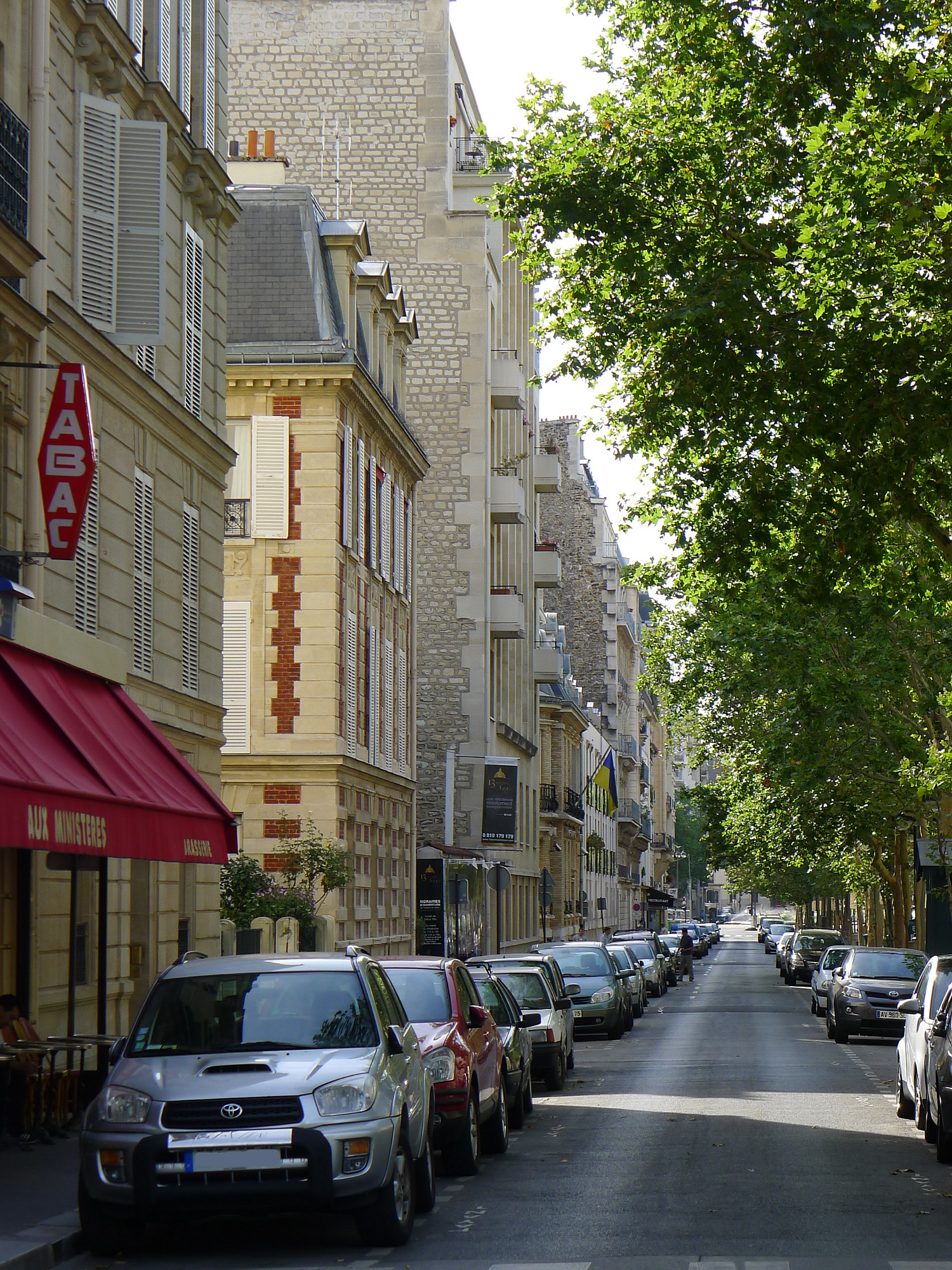

## 电影
克里斯托夫·迈考利的电影《碟中谍6：全面瓦解》部分在萨克森大街取景。